# Dasybasis kewensis
Dasybasis kewensis är en tvåvingeart som först beskrevs av Ferguson och Henry 1920.  Dasybasis kewensis ingår i släktet Dasybasis och familjen bromsar. Inga underarter finns listade i Catalogue of Life.